# Nord (Groenland)
Pour les articles homonymes, voir Nord (homonymie).
Nord est une base scientifique et militaire de l'armée danoise située dans le Nord du Groenland, à 924 kilomètres du Pôle Nord, sur la Prinsesse Ingeborg Halvø (« péninsule de la Princesse Ingeborg »). Il s'agit de l'un des lieux habités les plus septentrionaux du monde. La base est habitée en permanence par cinq membres de l'armée danoise et peut accueillir jusqu'à vingt scientifiques en été. Le nom de « Nord » signifie la même chose en français qu'en danois. En hiver, la nuit dure du 15 novembre au 28 février.

## Histoire
En juin 1950, le National Weather Service américain a pour projet de fonder une station météorologique dans le Nord-Est du Groenland en complément des autres stations météorologiques construites dans le nord canadien. À cette époque, Thulé possédait déjà une station américano-danoise. La station est initialement construite par « Grønlands Televæsen » pour les Américains entre 1952 et 1956. Pour les Danois, il était nécessaire de construire une station météorologique à Nord. Sa construction a été financée par le gouvernement danois, et le transport des équipements a été effectué par les Américains depuis leur base aérienne de Thulé. Jusqu'à sa fermeture en 1972, elle servait de base civile conduite par l'organisation technique du Groenland. 
Avec une nouvelle station météorologique construite et la base remise à neuf, Nord reprend à nouveau du service en août 1975 comme base militaire pendant une période d'essai. La maintenance de la station est sous la responsabilité de GLK (Grønlandskommandoen), et menée en permanence par un personnel de cinq volontaires.